# ゲオルク・マイスナー

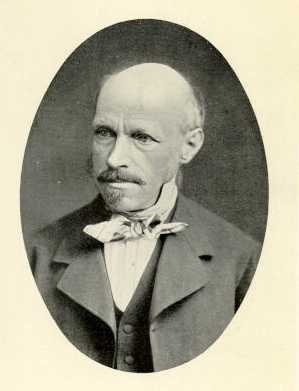
ゲオルク・マイスナー
Georg Meissner (1829–1905)

ゲオルク・マイスナー (Georg Meissner、1829年11月19日 - 1905年3月30日) は、ドイツ・ハノーファー出身の解剖学者・生理学者。皮膚にある受容器の1つであるマイスナー小体を発見した人物として知られている。
強弱の圧力を感じ分ける。
パチニ小体もマイスナー小体と同様に圧覚に関与する。